# 123-тя окрема бригада територіальної оборони (Україна)
123-тя окрема бригада територіальної оборони (123 ОБрТрО, в/ч А7052) — кадроване в мирний час формування Сил територіальної оборони Збройних сил України у Миколаївській області. Бригада перебуває у складі Регіонального управління «Південь» Сил ТрО.

## Історія
9 листопада 2018 року в ході брифінгу військовий комісар Миколаївського обласного військкомату полковник Сергій Іванов повідомив, що в Миколаївській області буде сформована 123-тя окрема бригада територіальної оборони.
26 листопада–26 грудня, Указом Президента України на території Миколаївської та ще 9 областей України введенно воєнний стан.
23 грудня на Миколаївщині завершилися семиденні навчальні збори з особовим складом підрозділів бригади територіальної оборони Миколаївської області. особовим складом пройдені всі етапи військової підготовки, покращено фахову та індивідуальну підготовку, проведено заходи бойового злагодження та виконання завдань за призначенням
.
21–23 травня 2019 року на Миколаївщині відбулися командно-штабні навчання з територіальної оборони. Під час зазначених навчань відпрацьовано систему злагодженості у роботі штабів територіальної оборони, а також спроможності органів влади та військового управління по формуванню та підготовці до виконання завдань за призначенням.
18–25 вересня 2020 року на Миколаївщині відбулися командно-штабні навчання з територіальної оборони.

### Російське вторгнення в Україну (2022)
Після початку вторгнення російських військ на територію України 2022 року воїни 123-ої ОБрТрО захищали Миколаїв і Миколаївську область.
На початку березня бійці територіальної оборони взяли активну участь в обороні аеродрому «Кульбакине» Підрозділи 123-ої ОБрТрО брали участь у визволенні Баштанки та спільно з іншими підрозділами сил оборони України в боях на Херсонщині.

## Емблема
На емблемі бригади зображений срібний пильнуючий олень із золотими рогами, озброєний списом. Його використовували на печатці Бугогардівської паланки Запорозької Січі.

## Структура
- управління (штаб)
- 186-й батальйон територіальної оборони (Первомайськ)
- 187-й батальйон територіальної оборони (Вознесенськ)
- 188-й батальйон територіальної оборони (Очаків)
- 189-й батальйон територіальної оборони (Вітовський р-н)
- 190-й батальйон територіальної оборони (Баштанка)
- 191-й батальйон територіальної оборони (Первомайське)[12]
- рота контрдиверсійної боротьби
- інженерно-саперна рота
- рота зв'язку
- рота матеріально-технічного забезпечення
- мінометна батарея

## Командування
- полковник Герман Краузе (2018—2020)[13]
- полковник Токаренко Роман Вікторович [14]

## Втрати
- 13 березня 2023 — Немна Павло Михайлович («Адвокат»), 11.11.1963, с. Капітанівка Новомиргородського району Кіровоградської області. Солдат. Загинув  року під час бою у місті Бахмут Донецької області[15].
- 5 червня 2023 — Слющенко Олексій Олегович
- 18 липня 2023 — Віталій Баклан «Баракуда», солдат[16] (вогнепальне поранення).
- 12 серпня 2024 — Войтюк Олександр Олексійович. 15.08.1983, с. Карпівка
- 27 серпня 2024 — Хижняк Андрій Олегович. Загинув в Херсонській області [17]
- 2 жовтня 2024 — Ігор Гриб, підполковник.
- 20 жовтня 2024 — Голуб Кім. Головний сержант взводу вогневої підтримки. Отримав поранення 5 жовтня [18]